# Volkswagen ID.4
Volkswagen ID.4 – elektryczny samochód osobowy typu crossover klasy kompaktowej produkowany pod niemiecką marką Volkswagen od 2020 roku.

## Historia i opis modelu

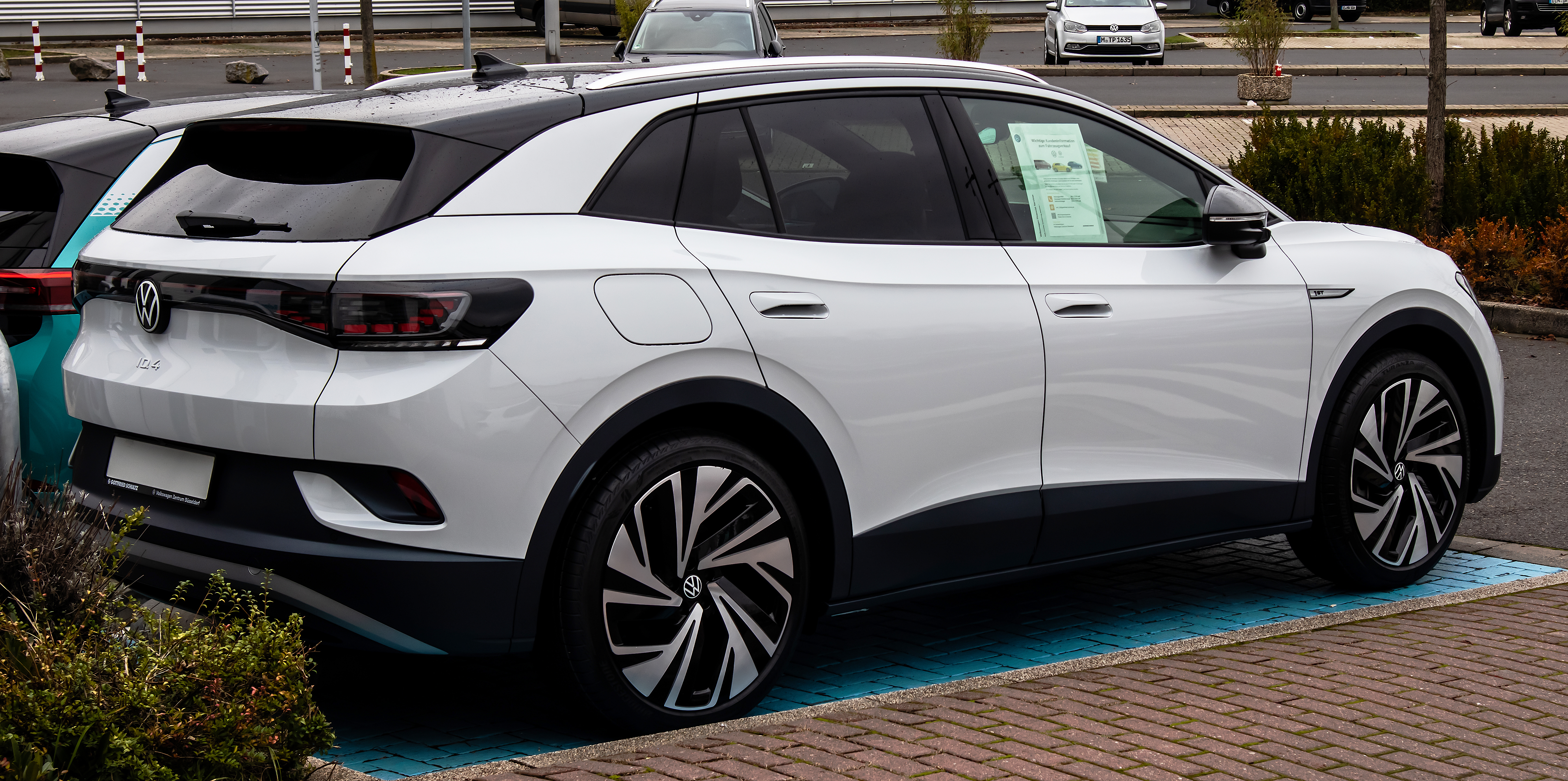
Volkswagen ID.4 - tył

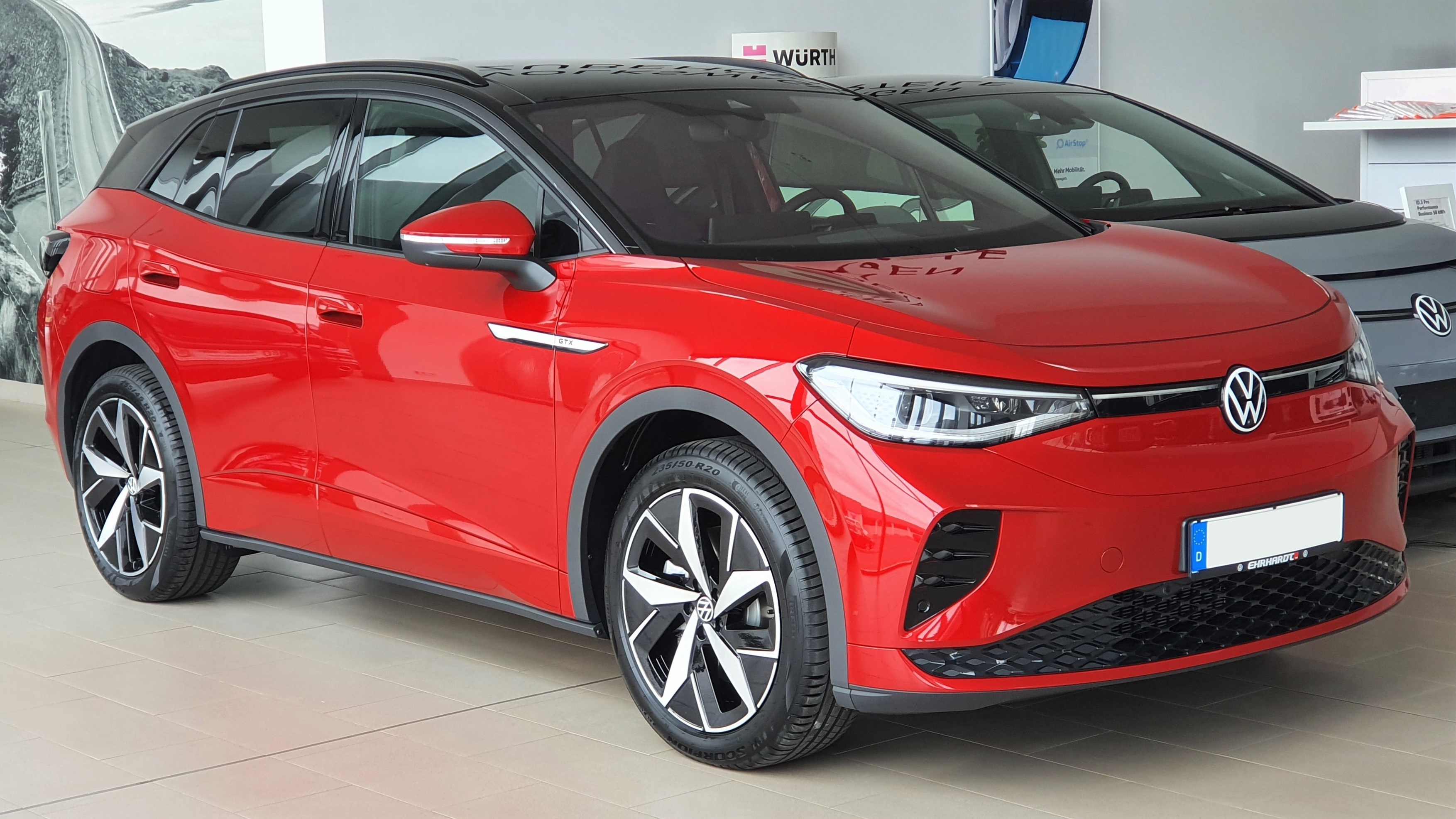
Volkswagen ID.4 GTX

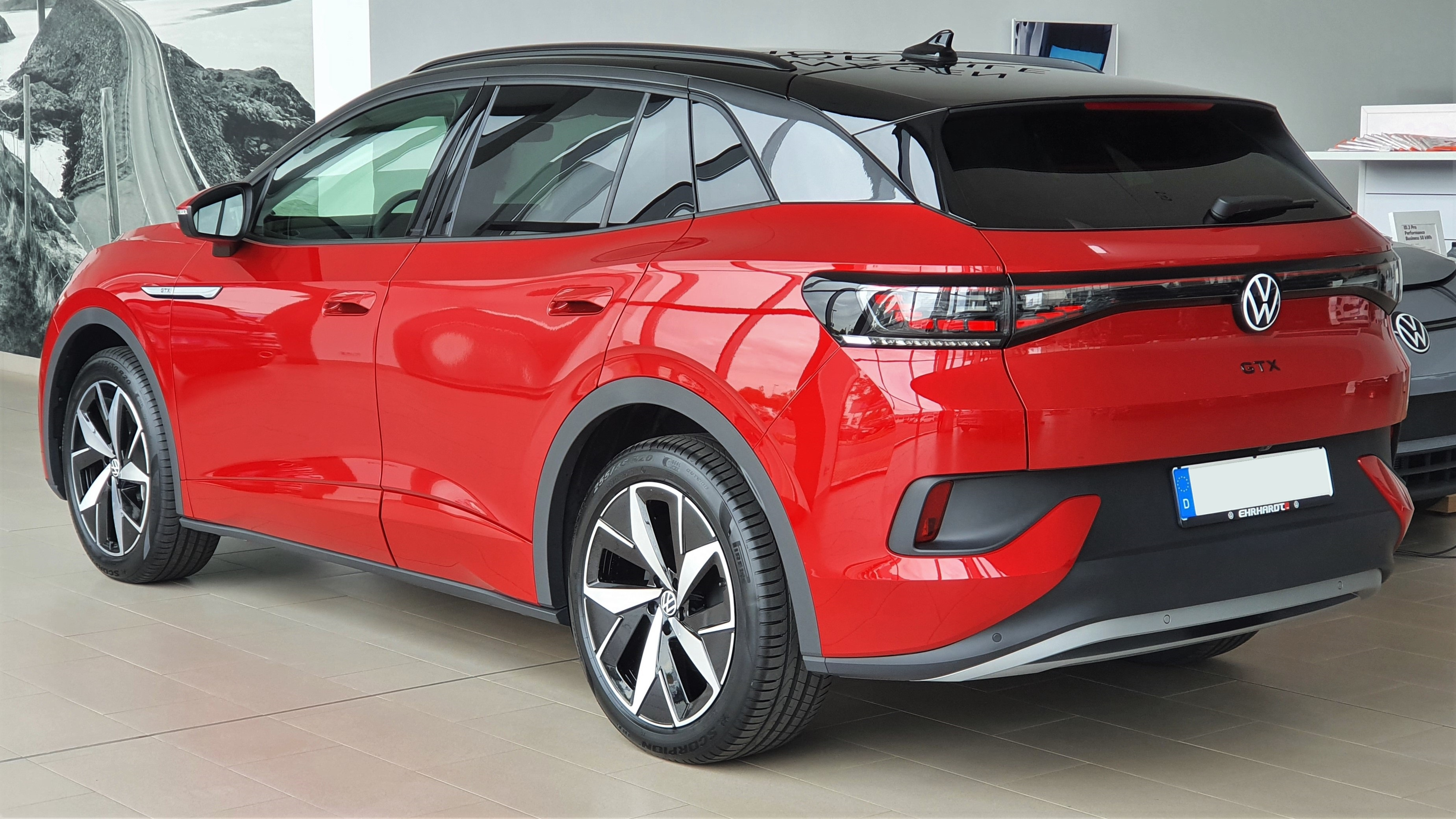
Volkswagen ID.4 GTX - tył

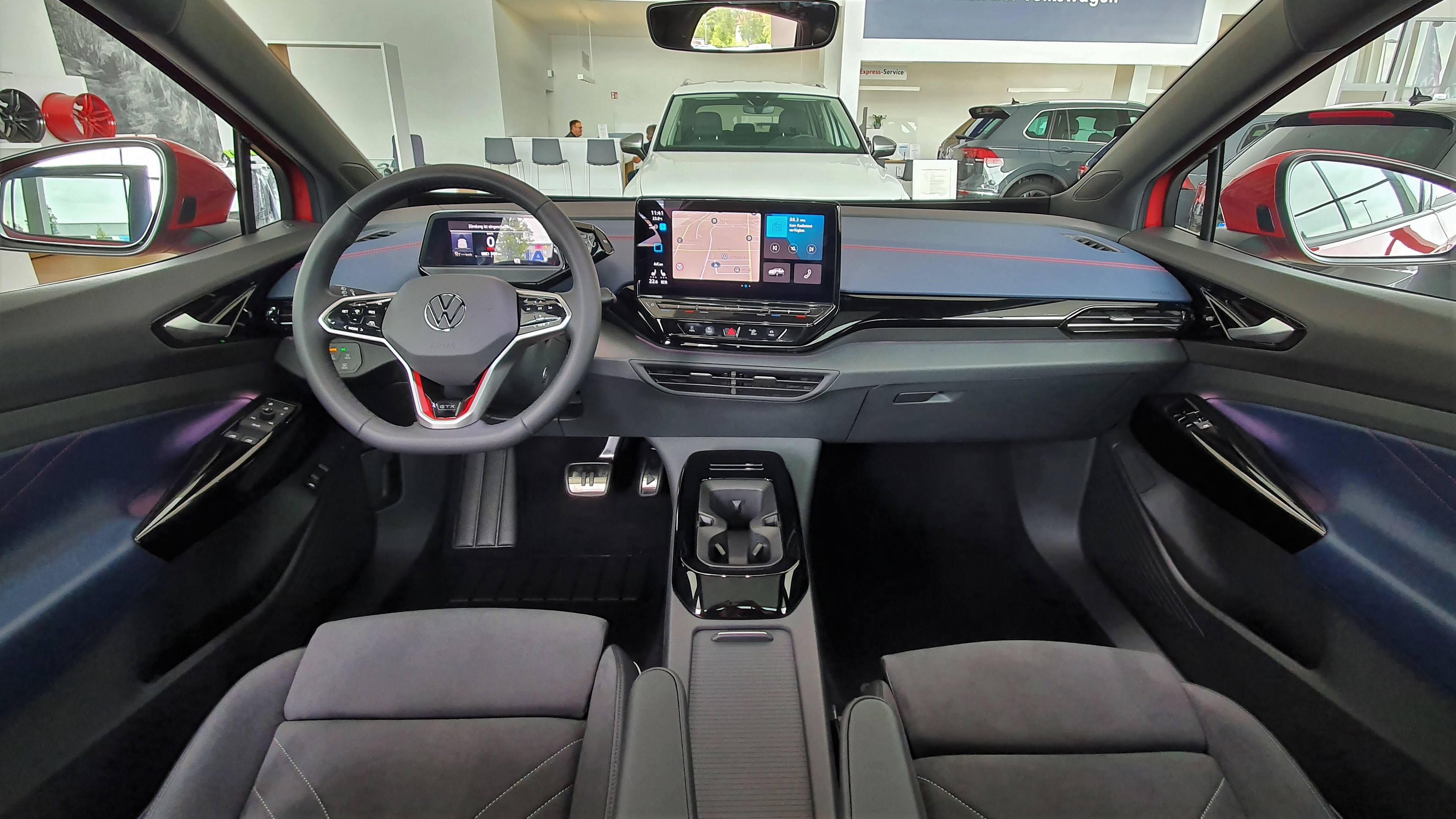
Volkswagen ID.4 - kokpit

Studyjną zapowiedzią pierwszego crossovera Volkswagena o napędzie w pełni elektrycznym był prototyp Volkswagen I.D. Crozz przedstawiony w kwietniu 2017 roku podczas wystawy samochodowej Shanghai Auto Show. 
Dwa i pół roku po premierze prototypu, Volkswagen przedstawił podczas Frankfurt Motor Show 2019 zamaskowany przedprodukcyjny egzemplarz finalnego modelu pod nazwą Volkswagen ID.4. Producent zapowiedział wówczas jednocześnie, że będzie to drugi po hatchbacku ID.3 od podstaw zaprojektowany pojazd w celu napędzania prądem.
Oficjalny debiut Volkswagena ID.4 odbył się we wrześniu 2020 roku. Średniej wielkości crossover oparty został na skonstruowanej dla samochodów elektrycznych platformie MEB, debiutując po bliźniaczej technicznie Škodzie Enyaq iV i przed Audi Q4 e-tron.
Pod kątem wizualnym Volkswagen ID.4 został utrzymany w awangardowej estetyce łączącej muskularnie zarysowane nadkola, duże agresywnie ukształtowane reflektory połączone ze sobą świetlistym pasem, a także wysoko poprowadzoną linię okien i jednoczęściowe lampy tylne. ID.4 jest oferowany standardowo z trójbarwnym malowaniem nadwozia, z czego dach zachowuje barwę czarną, a słupki srebrną.
Kabina pasażerska została upodobniona do modelu ID.3, wyróżniając się minimalistycznym wzornictwem. Pojazd wyposażono w niewielki wyświetlacz zamiast tradycyjnych zegarów z charakterystycznym dżojstikiem do zmiany trybów jazdy. Ponadto, wygospodarowano także miejsce na wyświetlacz head-up, a także duży dotykowy ekran centralnym w konsoli centralnej pozwalający na łączność z systemem multimedialnym czy interfejsem Apple CarPlay.
Dzięki specyfice platformy, samochód charakteryzuje się relatywnie przestronną kabiną pasażerską pozbawioną m.in. tunelu środkowego, a także charakteryzującą się bagażnikiem o pojemności 543 litrów.

### ID.4 GTX
W kwietniu 2021 roku gama elektrycznego crossovera Volkswagena została poszerzona o topowy, wyczynowy wariant Volkswagen ID.4 GTX. Pod kątem wizualnym zyskała ona obniżone zawieszenie, dedykowany projekt przemodelowanych zderzaków z imitacją wlotów powietrza i potrójnymi diodami LED do jazdy dziennej, a także spojler dachowy i dwubarwne malowanie nadwozia. W kabinie pasażerskiej producent zamontował dedykowany wzór wyprofilowanej kierownicy, a także tapicerkę z czerwonymi przeszyciami wraz z takim samym motywem na panelach kokpitu.
Układ napędowy wyczynowej odmiany Volkswagena ID.4 składa się z dwóch silników elektrycznych, po jednym umieszczonym przy każdej z osi, które łącznie rozwijają moc 300 KM, zapewniają przyśpieszenie od 0 do 100 km/h w 6,2 sekundy i pozwalają jechać do 180 km/h. Zasięg układu elektrycznego charakteryzującego się średnim zużyciem energii 18,2 kWh/100 km wynosi ok. 482 kilometry.

### Sprzedaż

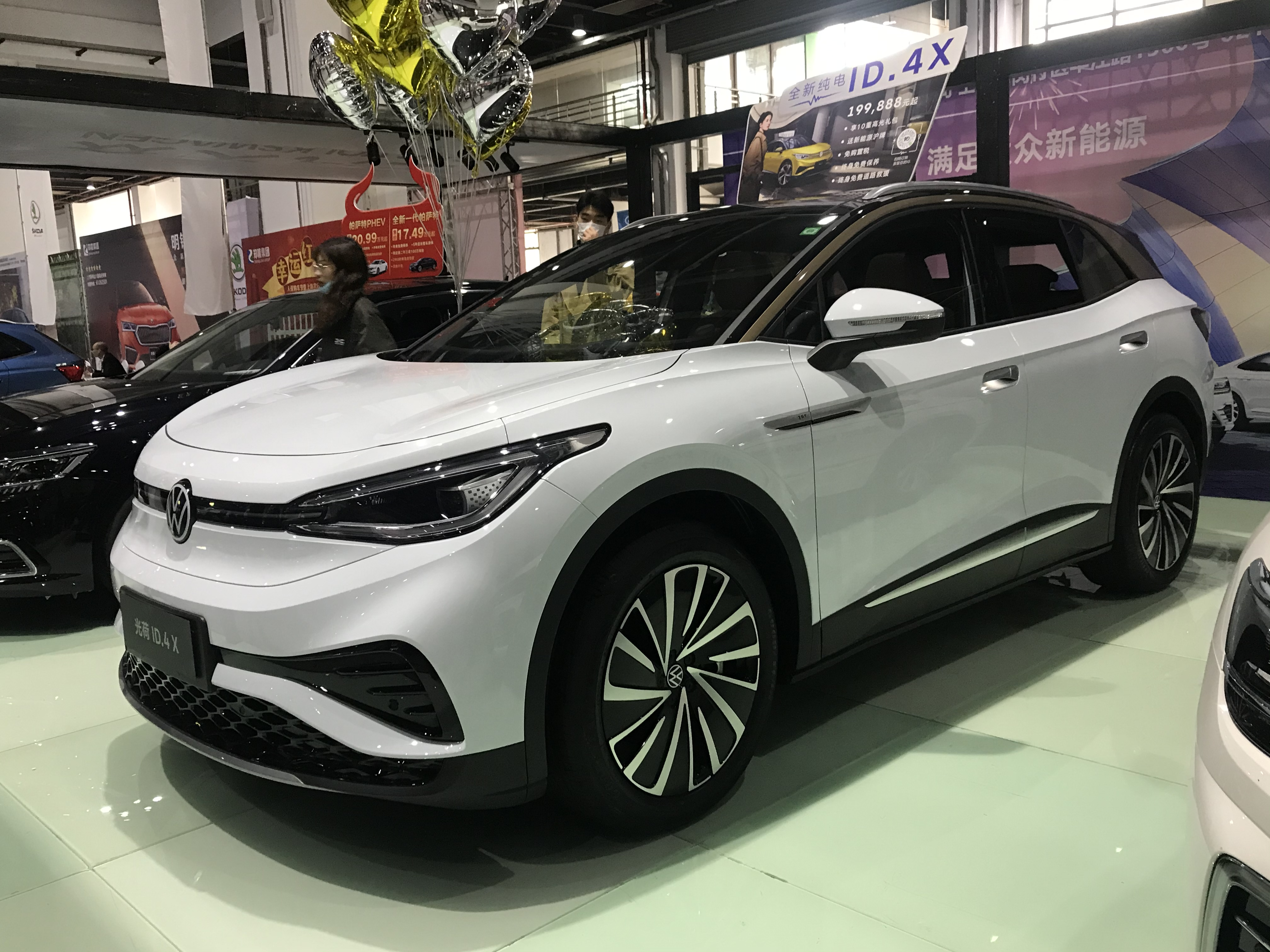
chiński Volkswagen ID.4X

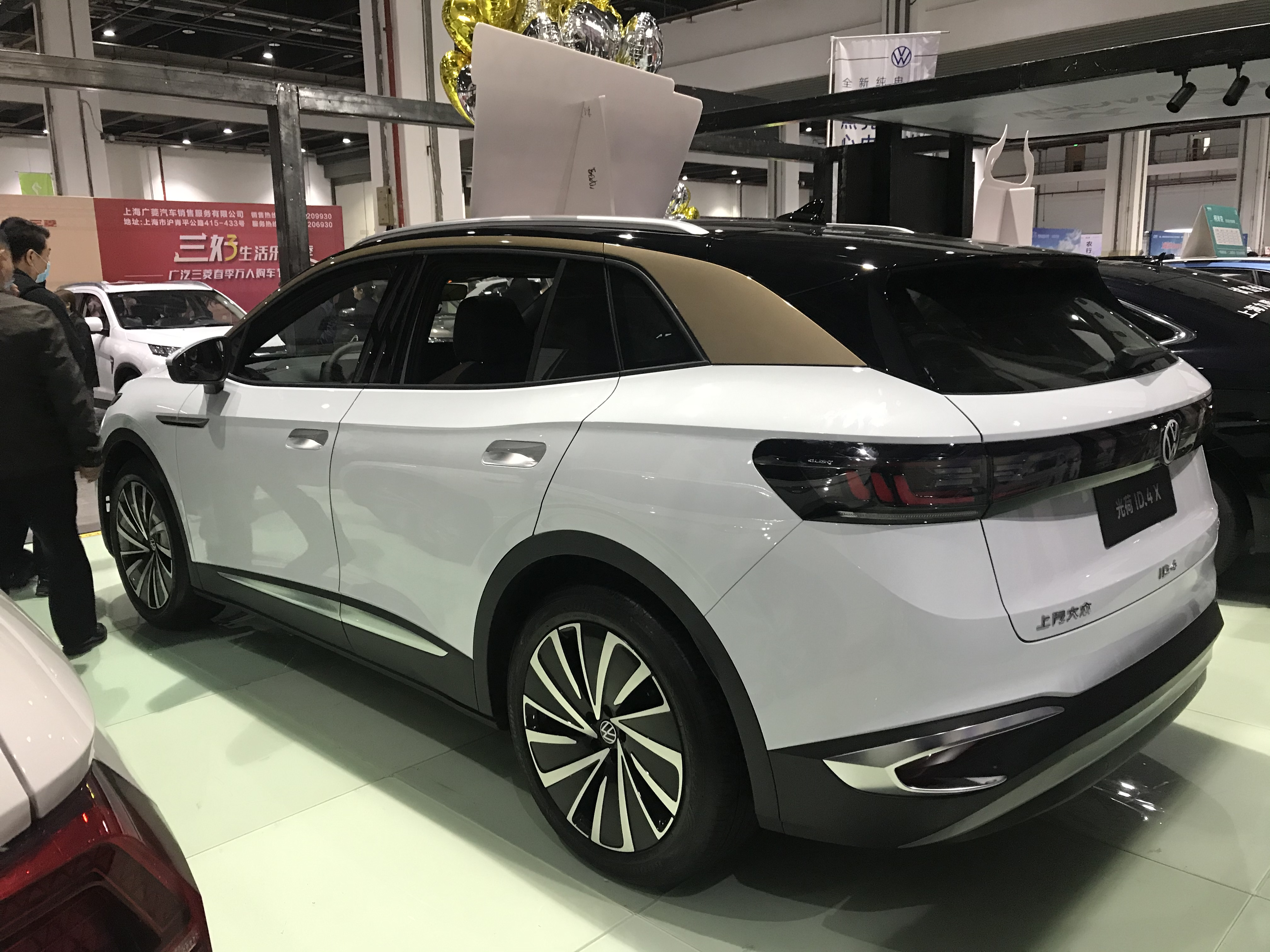
chiński Volkswagen ID.4X - tył

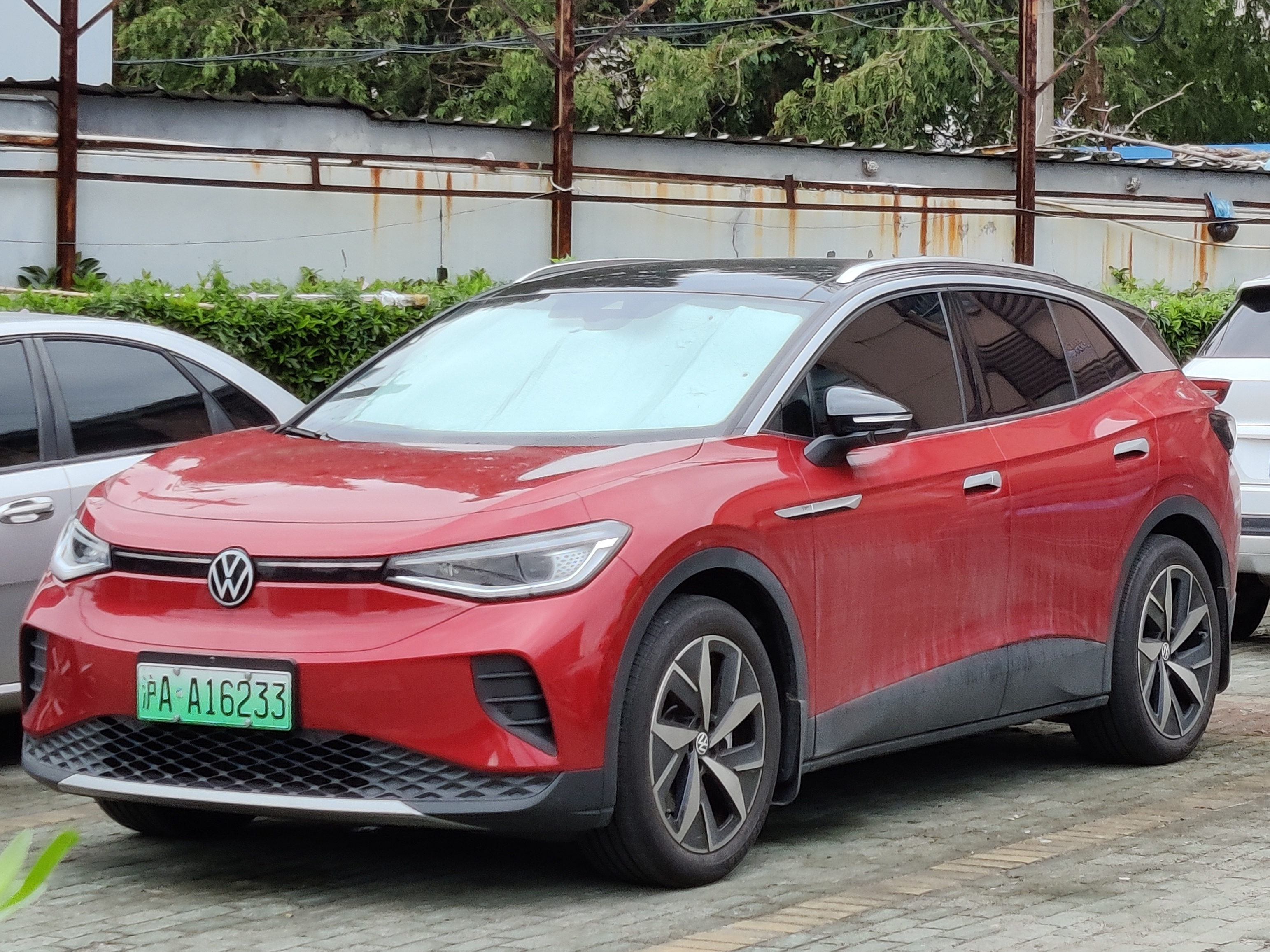
chiński Volkswagen ID.4 Crozz

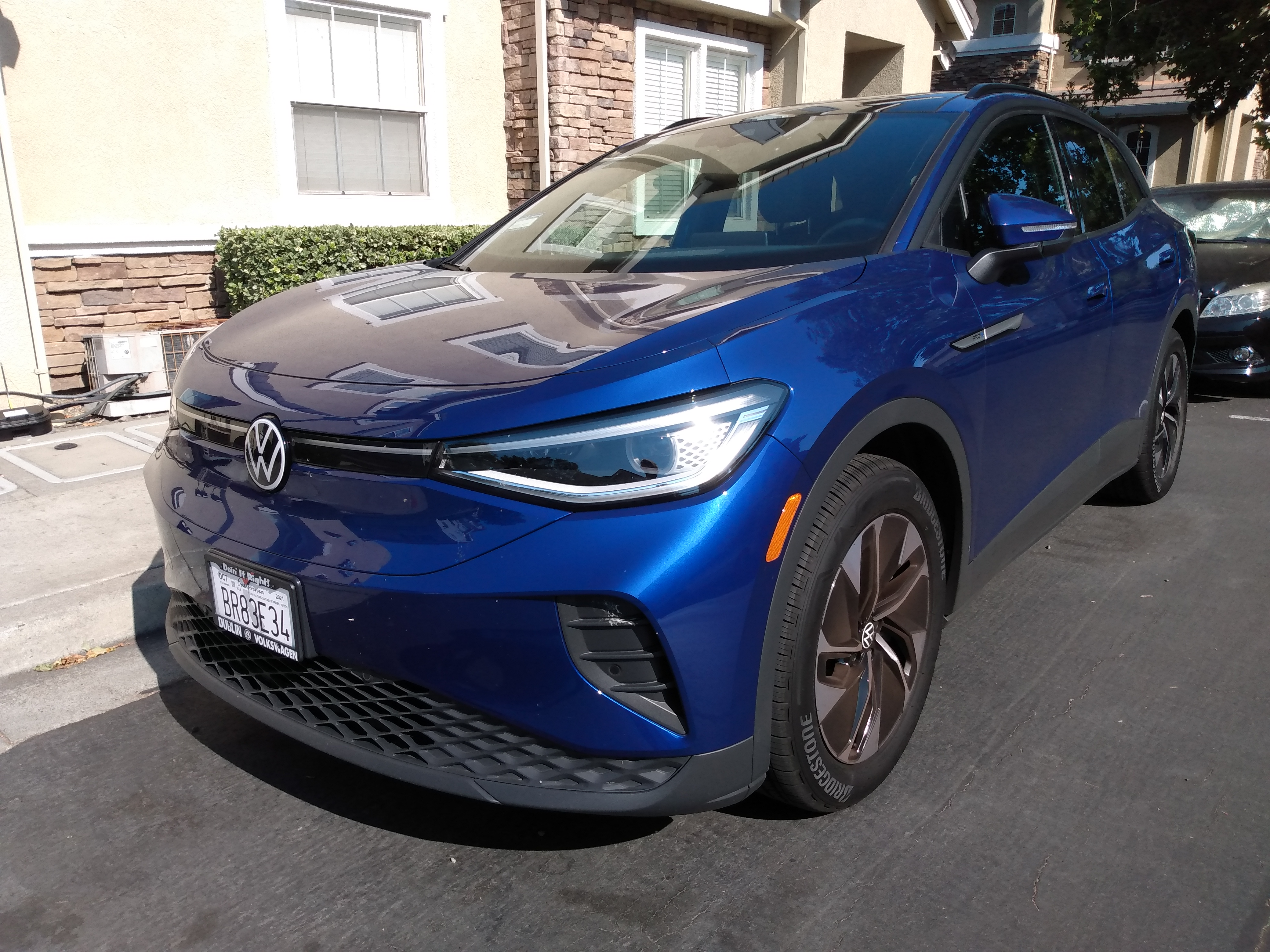
amerykański Volkswagen ID.4

#### Europa
Volkswagen ID.4 powstał jako samochód o globalnym zasięgu rynkowym, za priorytetowe obierając trzy główne rynki: europejski, amerykański oraz chiński. Produkcja na pierwszym z nich ruszyła na miesiąc przed debiutem, w sierpniu 2020 roku, w niemieckich zakładach Volkswagena w Zwickau dedykowanych wyłącznie samochodom elektrycznym. 
Zamówienia na samochód wśród klientów z rynków europejskich Volkswagen zaczął zbierać jesienią 2020 roku, a dostawy pierwszych egzemplarzy do dealerów odbyły się na rynku polskim na przełomie marca i kwietnia 2021 roku z ceną wyjściową za najtańszy egzemplarz wynoszącą 156 390 złotych. 

#### Chiny
Na rynku chińskim pojazd zadebiutował w listopadzie 2020 roku w dwóch wariantach stylistycznych: jako klasyczny znany z rynku europejskiego Volkswagen ID.4 Crozz oraz bardziej agresywnie stylizowany Volkswagen ID.4X, wyróżniający się ostrzej zarysowanymi reflektorami, większymi imitacjami wlotów powietrza w zderzakach i tylną tablicą rejestracyjną umieszczoną na klapie bagażnika zamiast na zderzaku, jak w modelu Crozz. Ponadto, samochód zyskał też bardziej zabudowany tunel środkowy z umieszczonym na nim podłokietnikiem, zamiast przymocowanych do foteli podpórek jak w modelu podstawowym.
Produkcja chińskiego Volkswagena ID.4 podzielona została między dwie spółki joint-venture współpracujące w tym kraju z niemieckim koncernem. Wytwarzaniem podstawowego ID.4 Crozz zajmuje się FAW-Volkswagen w zakładach w Foshan, z kolei produkcję topowego ID.4X koordynuje SAIC-Volkswagen w fabryce w Anting.
Niespełna 8 miesięcy po rozpoczęciu sprzedaży na rynku chińskim, agencja Reuters podała informacje o rozczarowaniu Volkswagena drastycznie niższą popularnością rodziny modeli ID.4 w Chinach niż zakładano. W czerwcu 2021 obie fabryki wytwarzające pojazdy pracowały na mniej niż 10% swoich mocy produkcyjnych, pozwalających na roczną produkcję rzędu 300 tysięcy pojazdów. Tymczasem miesięczna sprzedaż modeli oscylowała dotychczas wokół ok. 1 tysiąca sztuk. Początkowo Volkswagen planował roczną sprzedaż obu modeli z linii ID.4 na poziomie 100-120 tysięcy sztuk, co po połowie pierwszego roku sprzedaży nie będzie możliwe do wypełnienia. Wśród przyczyn niepowodzenia rynkowego linii ID.4 w Chinach wskazano m.in. bardzo dużą konkurencyjność rynkową na czele z sześciokrotnie popularniejszą Teslą Model Y, a także brak nowinek technicznych obecnych u podobnych pojazdów wraz z przejściem na model pośrednictwa sprzedaży.

#### Ameryka Północna
Trzecim dużym rynkiem, gdzie uruchomiono produkcję Volkswagena ID.4, są Stany Zjednoczone. Oficjalnie rozpoczęła się ona pod koniec lipca 2022 roku w miejscowości Chattanooga w stanie Tennessee, pół roku później niż pierwotnie zakładany okres. Zanim to nastąpiło, egzemplarze na rynek amerykański dostarczane były przez drugą połowę 2021 roku z niemieckich zakładów w Zwickau, odkąd samochód zadebiutował w salonach Stanów Zjednoczonych i Kanady w czerwcu 2021.
Pod kątem wizualnym Volkswagen ID.4 na rynki północnoamerykańskie wyróżnia się jedynie dodatkowym oświetleniem w nadkolach podyktowanym tutejszymi regulacjami, a także dostosowanymi podstawkami pod inny kształt tablic rejestracyjnych. Ponadto, producent zdecydował się rozróżnić wyposażenie standardowe elektrycznego crossovera w zależności od kraju. Z racji surowszego klimatu panującego na większości obszarów Kanady, samochód dostępny jest tam z fabryczną pompą ciepła pozwalającą na zwiększenie zasięgu i poprawienie parametrów układu napędowego w przypadku niskich, zimowych temperatur.

### Dane techniczne
W pierwszej kolejności producent wprowadził pod koniec 2020 roku do sprzedaży wariant napędowy ID.4 rozwijający moc 204 KM i wyposażony w baterię o pojemności 82 kWh, co przekłada się na 8,5-sekundowe przyśpieszenie do 100 km/h i maksymalny zasięg 460 kilometrów na jednym ładowaniu. 
W 2021 roku oferta została skompletowana o kolejne trzy warianty. Pierwsze dwa o baterii 52 kWh i mocy 148 lub 170 KM będą rozwijać 360 zasięgu na jednym ładowaniu, z kolei trzeci z baterią 77 kWh zaoferuje moc 174 KM oraz maksymalny zasięg 520 kilometrów na jednym ładowaniu.

### ID.5

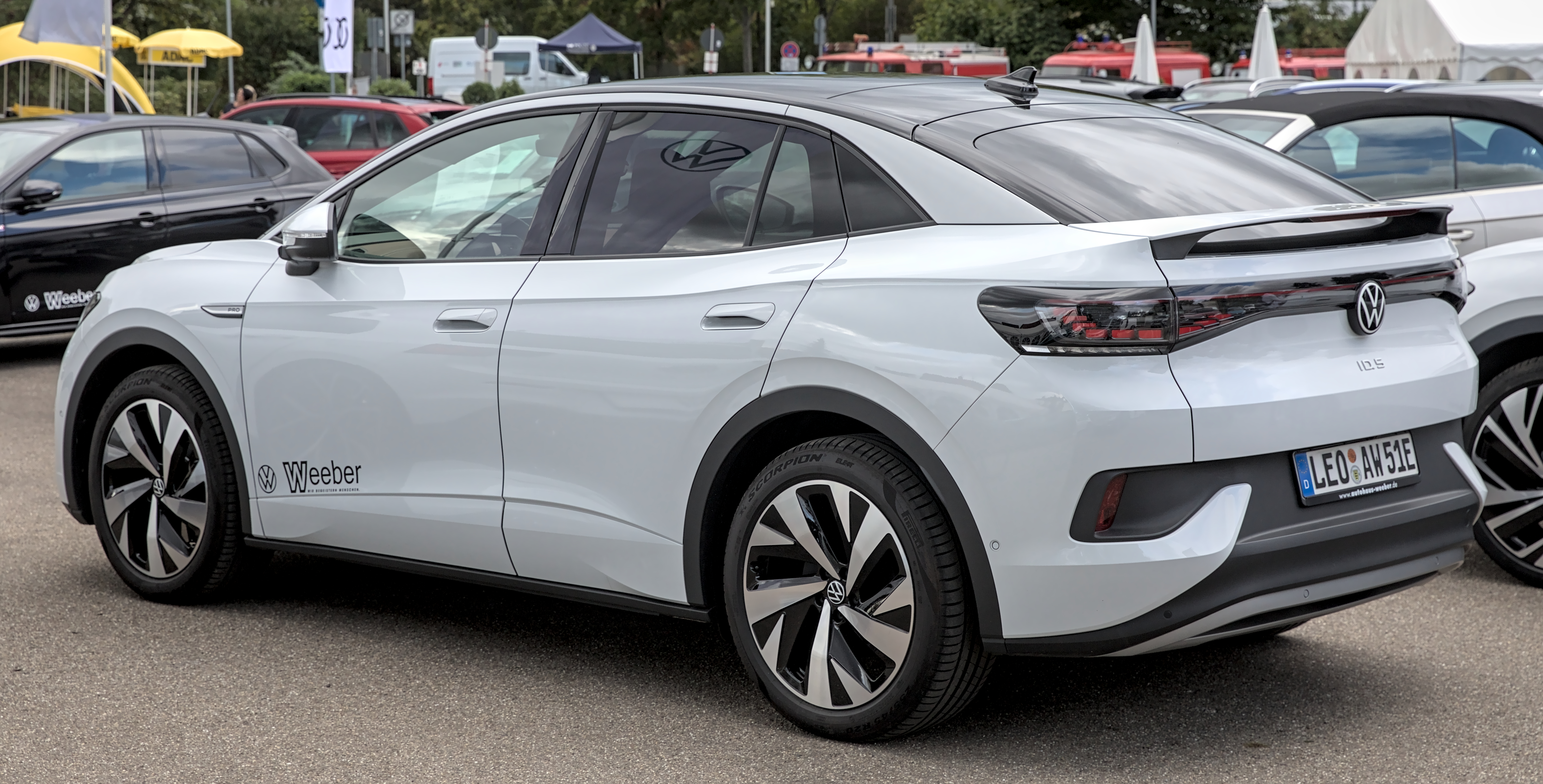
Volkswagen ID.5 - tył

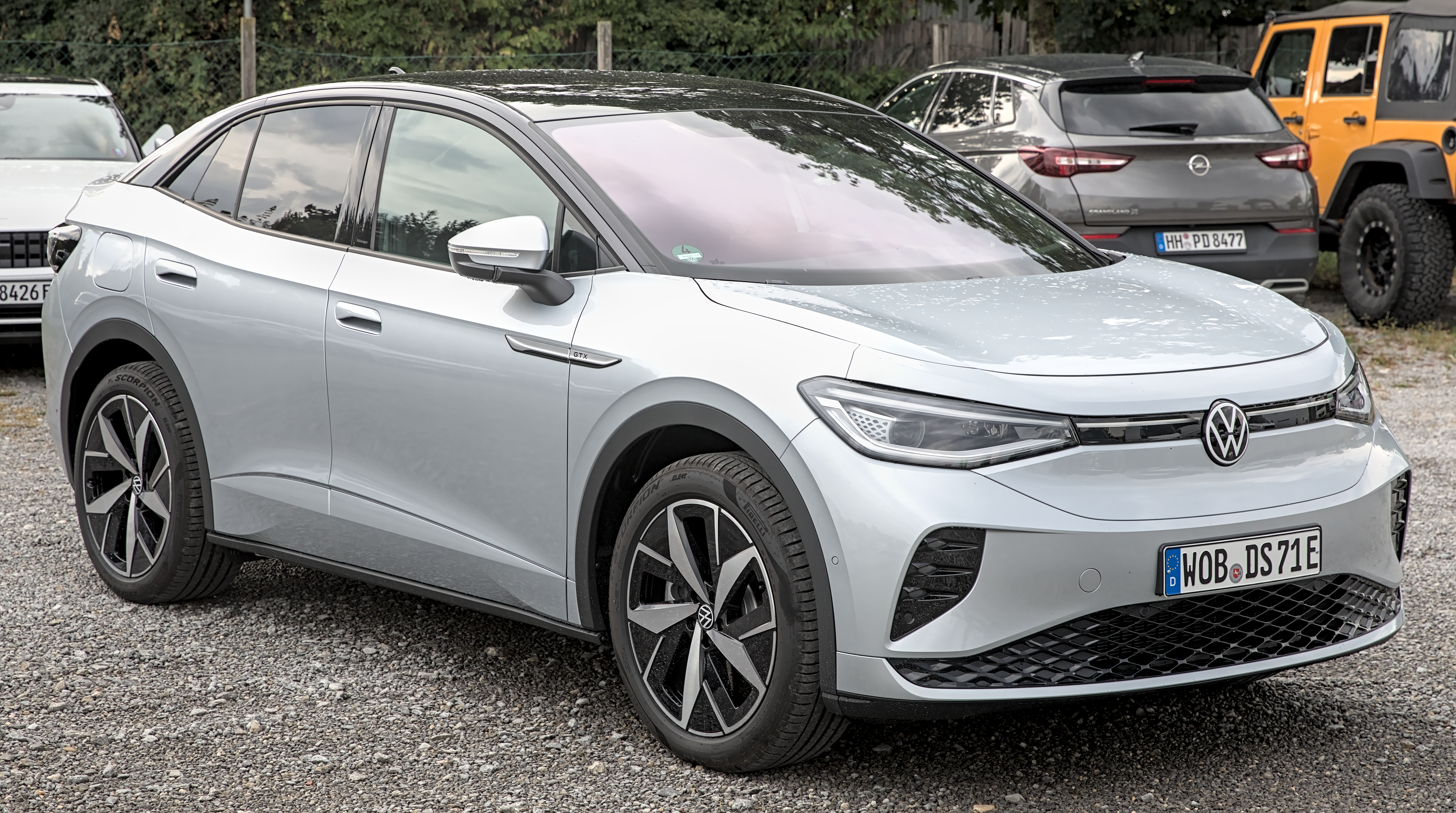
Volkswagen ID.5 GTX

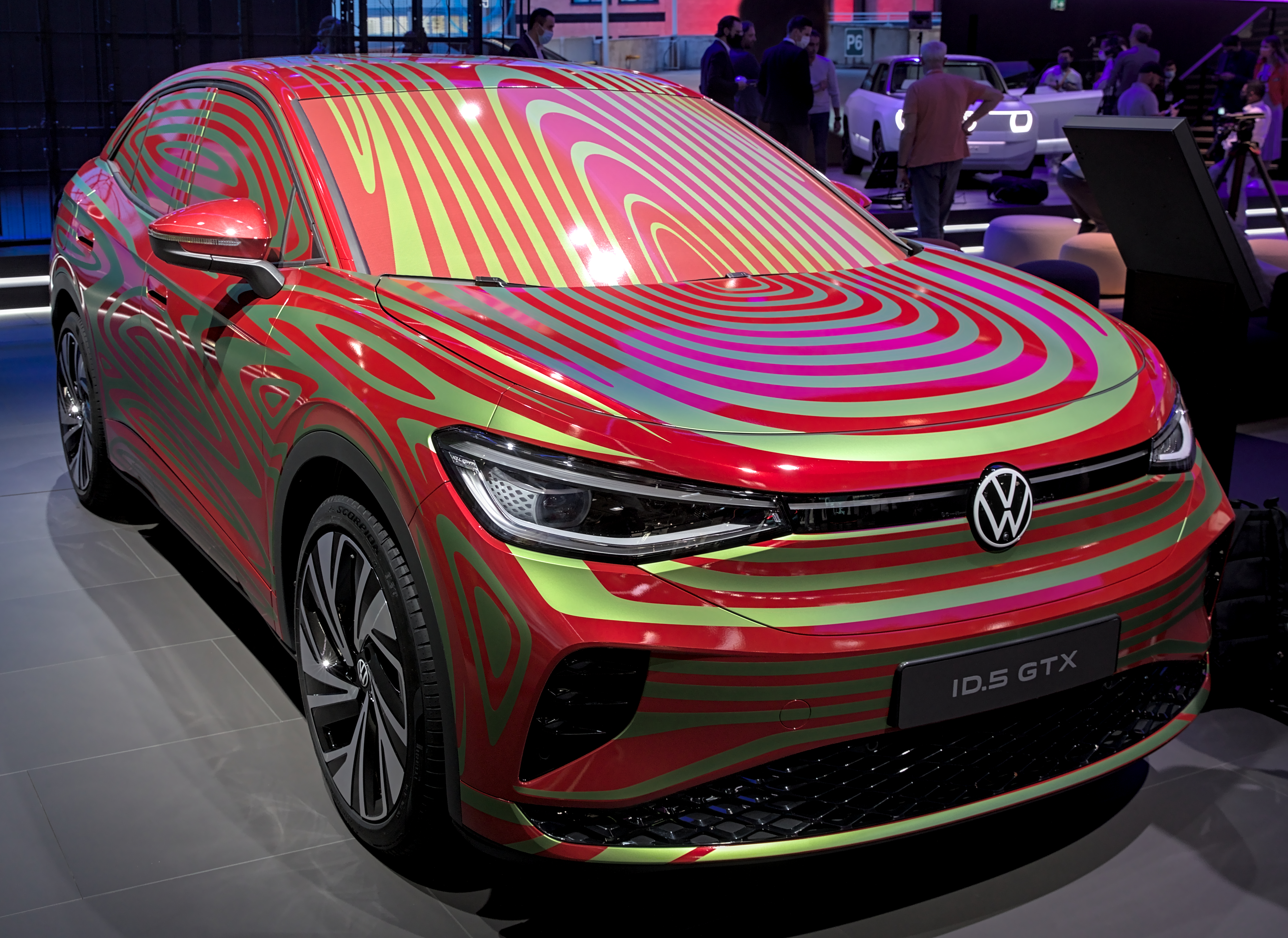
Volkswagen ID.5 podczas premiery

Volkswagen ID.5 został zaprezentowany po raz pierwszy w 2021 roku.
Kilka tygodni po debiucie podstawowego ID.4, rozpoczęły się testy drugiego wariantu w stylu SUV-ów Coupe. Podobnie jak pokrewne Audi Q4 Sportback e-tron i Škoda Enyaq Coupe iV, samochód charakteryzuje się niżej poprowadzoną linią dachu, która gwałtownie opada za pierwszym rzędem siedzeń ku stopniowanemu tyłowi. Pod tym względem, samochód odtworzył koncepcję zastosowaną w prototypie I.D. Crozz z 2017 roku.
W sierpniu 2021 roku producent oficjalnie potwierdził, że odmiana coupe ID.4 otrzyma inną nazwę, Volkswagen ID.5 i zadebiutuje oficjalnie podczas targów IAA 2021 we wrześniu w Monachium, a także przedstawiła obszerne szczegóły na temat specyfikacji technicznej i planów sprzedażowych. Inne proporcje nadwozia ID.5 przyniosły krótsze o 30 mm nadwozie, tak samo pojemny bagażnik, a także głębsze profilowanie foteli kierowcy.

### ID.5 GTX
W pierwszej kolejności producent zaplanował wprowadzenie do sprzedaży modelu ID.5 w wyczynowym wariancie GTX, znanym już z klasycznego Volkswagena ID.4. Pod względem wizualnym samochód zyskał dedykowany projekt przedniego i tylnego zderzaka, a także charakterystyczny spojler na krawędzi klapy.
Układ napędowy ID.5 GTX tworzą dwa silniki elektryczne umieszczone kolejno przy przedniej i tylnej osi, rozwijając łączną moc 300 KM i rozpędzając się do 100 km/h w 6 sekund. Samochód posiada napęd na cztery koła wraz z systemem rozłożenia mocy na poszczególne osie w zależności od warunków jazdy.

### Sprzedaż
W przeciwieństwie do podstawowego wariantu, Volkswagen ID.5 zbudowany został wyłącznie z myślą o rynkach Europy Zachodniej i Środkowo-Wschodniej, opierając się na zakładach produkcyjnych w niemieckim Zwickau. Początek sprzedaży został wyznaczony na pierwszy kwartał 2022 roku.

### Dane techniczne
Poza topową odmianą ID.5 GTX, która utworzyła na początku gamę wariantów napędowych elektrycznego SUV-a Coupe Volkswagena, producent przewidział także cywilny, podstawowy model. Charakteryzuje się on napędem tylnym, silnikiem elektrycznym o mocy 150 KM, a także tak samo pojemną baterią o pojemności 82 kWh i zasięgiem ok. 500 kilometrów.